# ۲۷ اردیبهشت
۲۷ اردیبهشت پنجاه و هشتمین روز سال در گاه‌شماری خورشیدی است. به پایان سال ۳۰۷ روز (۳۰۸ روز در سال کبیسه) باقی‌است.

## رویدادها
- ۱۰۱۸ - بین ایران و امپراتوری عثمانی عهدنامه زهاب امضا شد
- ۱۳۱۷ - افتتاح تونل کندوان به طول حدود ۱۸۸۴ متر
- ۱۳۳۰ - سفیر انگلستان با تسلیم یادداشت تذکری به دولت ایران قانون ملی‌شدن صنعت نفت را خلاف قوانین بین‌المللی اعلام کرد
- ۱۳۴۸ - ورود تیمور بختیار، رئیس پیشین ساواک به عراق برای مبارزه با حکومت ایران
- ۱۳۸۰ - حادثه ۲۷ اردیبهشت ۱۳۸۰ یاکوولف یاک-۴۰
- ۱۴۰۰ - زمین‌لرزه ۱۴۰۰ سنخواست

## زادروزها
- ۱۳۳۴ - اردوان فرهاد مشیری، تاجر
- ۱۳۳۶ - عباس معروفی‏، نویسنده، شاعر و روزنامه‌نگار
- ۱۳۳۷ - بهمن دان، بازیگر
- ۱۳۵۲ - رضا امیرخانی، نویسنده و منتقد ادبی ایرانی
- ۱۳۵۹ - علیرضا کمالی، بازیگر
- ۱۳۶۰ - بهنوش طباطبایی، بازیگر
- ۱۳۷۰ - مسعود داستانی، بازیکن فوتبال

## درگذشت‌ها
- ۱۳۸۴ - کسری وفاداری، پژوهشگرِ فرهنگ و تاریخ، استادِ دانشگاه و فعالِ فرهنگی
- ۱۳۸۸ - درگذشت محمدتقی بهجت فومنی، عارف و مرجع تقلید برجستهٔ شیعه
- ۱۳۹۰ - برادران فتحی، اعدام شدند
- ۱۳۹۷ - سید مهدی طباطبایی، نماینده دوره دوم مجلس شورای اسلامی و دوره سوم مجلس شورای اسلامی و دوره دوره هفتم مجلس شورای اسلامی
- ۱۳۹۷ - محمدرضا علیزاده، با سابقه‌ترین عضو حقوقدان شورای نگهبان
- ۱۳۹۹ - حسین کاظم‌پور اردبیلی، از نجات‌یافتگان بمب‌گذاری در دفتر حزب جمهوری اسلامی